# William Horsley

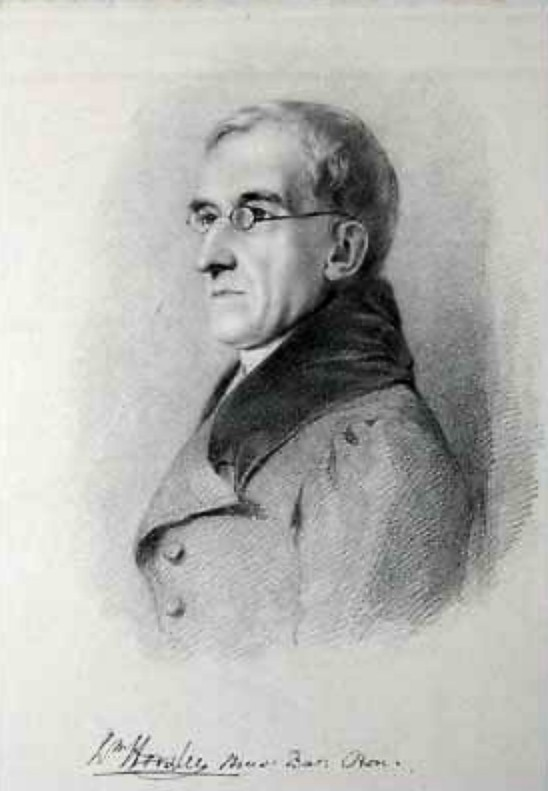
William Horsley.

William Horsley, född 18 november 1774 i London, död där 12 juni 1858, var en engelsk musiker. Han var far till John Callcott och Charles Edward Horsley.
Horsley var organist i flera kyrkor i London samt stiftare av sångklubben "Concentores sodales" (1798–1847). Han utgav och komponerade glees. Han invaldes 1833 som ledamot av Kungliga Musikaliska Akademien i Stockholm.